# Содишинці
Содишинці (словен. Sodišinci) — поселення в общині Тишина, Помурський регіон, Словенія. Висота над рівнем моря: 200,3 м.